# Derek Gregory
Pour les articles homonymes, voir Gregory.
Derek Gregory, né le 1er mars 1951 à Beckenham, est un géographe britannique, actuellement Peter Wall Distinguished Professor et professeur de géographie à l'Université de la Colombie-Britannique à Vancouver. Il a auparavant exercé différents postes à l'université de Cambridge et est recruté à Vancouver en 1989.

## Biographie
Gregory est particulièrement connu par son livre The Colonial Present: Afghanistan, Palestine and Iraq, publié en 2004. Ce livre discute des actions d'Israël, des États-Unis et du Royaume-Uni dans le Moyen-Orient après les attentats du 11 septembre 2001. Il montre comment les discours populaires que l'on trouve dans les médias et les cercles politiques reflètent un orientalisme et un colonialisme toujours bien présent. 
Les premières recherches de Gregory se sont concentrées sur la géographie politique, culturelle et historique. Il a également participé à l'élaboration théorique des géographies imaginaires aux côtés de David Harvey. Un livre publié en 1994, Geographical Imaginations, explore les relations entre la théorie sociale et les lieux, entre l'espace et le paysage.
Il est diplômé de l'université de Cambridge d'un Master of Arts et d'un PhD en 1981. Il est également docteur honorifique de l'université de Heidelberg (Allemagne) et de l'université de Roskilde (Danemark) et a reçu la  Founder's Medal de la Royal Geographical Society en 2006.
Ses recherches actuelles portent sur la géographie des conflits et leurs influences politiques et culturelles.

## Publications
- Gregory, D., Johnston, R., Pratt, G., Watts, M., & Whatmore, S. (Eds.). (2011). The dictionary of human geography. John Wiley & Sons.
- Gregory, D. (2011). The everywhere war. The Geographical Journal, 177(3), 238-250.
- Gregory, D., & Pred, A. R. (2007). Violent geographies: Fear, terror, and political violence. Taylor & Francis.
- Gregory, D. (2006). The black flag: Guantánamo Bay and the space of exception. Geografiska Annaler: Series B, Human Geography, 88(4), 405-427.
- Gregory, D. (2004). The Colonial Present: Afghanistan, Palestine, Iraq. Blackwell Pub.
- Gregory, D. (1995). Imaginative geographies. Progress in human geography, 19(4), 447-485.
- Gregory, D. (1994). Geographical imaginations. Oxford: Blackwell.
- Harvey, D., Gregory, D., & Urry, J. (1985). The geopolitics of capitalism. Londres, Macmillan.
- Gregory, D., & Urry, J. (Eds.). (1985). Social relations and spatial structures (Vol. 25). Londres, Macmillan.
- Gregory, D. (1978). Ideology, science, and human geography.